# Élection présidentielle américaine de 1824 en Alabama
L'élection présidentielle américaine de 1824 en Alabama se déroule du 26 octobre au 1er décembre 1824, dans le cadre de l'élection présidentielle de 1824. Elle voit la victoire écrasante d'Andrew Jackson sur ses concurrents.

## Résultats
| Candidats               | Candidats             | Candidats                   | Grands électeurs | Vote populaire | Vote populaire |
| À la présidence         | À la vice-présidence  | Parti                       | Grands électeurs | Voix           | %              |
| ----------------------- | --------------------- | --------------------------- | ---------------- | -------------- | -------------- |
| Andrew Jackson          | John Caldwell Calhoun | Parti républicain-démocrate | 5                | 9 429          | 69,32          |
| John Quincy Adams       | John Caldwell Calhoun | Parti républicain-démocrate | 0                | 2 422          | 17,8           |
| William Harris Crawford | Nathaniel Macon       | Parti républicain-démocrate | 0                | 1 656          | 12,17          |
| Henry Clay              | Nathan Sanford (en)   | Parti républicain-démocrate | 0                | 96             | 0,71           |